# Wien Open
Wien Open er en tennisturnering for professionelle mandlige spillere, som hvert år i slutningen af oktober afvikles indendørs på hardcourt i Wiener Stadthalle i Wien, Østrig. Turneringen er en del af ATP Tour, hvor den tilhører kategorien ATP Tour 500, og den markedsføres pt. under navnet Erste Bank Open på grund af et sponsorat fra Erste Bank.
Turneringen er en af sæsonens sidste på ATP Tour og dermed en af spillernes sidste chancer for at kvalificere sig til den sæsonafsluttende turnering, ATP Finals.
Brian Gottfried har rekorden for flest singletitler med fire turneringssejre i sin hjemby, og derudover har han yderligere en gang tabt i finalen. Rekorden i doublerækken indehaves af Łukasz Kubot, der ligeledes har vundet fire titler. Østrig mest vindende tennisspiller, Thomas Muster, vandt aldrig Wien Open men var i finalen tre gange (i 1988, 1993 og 1995) og i semifinalen yderligere fire gange (i 1987, 1989, 1990 og 1994). Tre østrigske spillere har vundet singletitlen i Wien Open: Horst Skoff i 1988, Jürgen Melzer i 2009 og 2010 og Dominic Thiem i 2019. 
Erste Bank Open blev kåret som årets turnering på ATP Tour 2021 i kategorien ATP Tour 500.

## Historie
Turneringen blev for første gang spillet i 1974, og siden 1976 er den blevet spillet hvert efterår. Fra 1974 til 1989 var den en del af grand prix-serien i tennis, og fra oprettelsen af ATP Tour i 1990 har den været optaget på ATP Tour.

### Navne
Turneringen er gennem tiden blevet afviklet under forskellige navne, især på grund af hensyn til turneringens sponsorer:
| Periode    | Navn                      |
| ---------- | ------------------------- |
| 1974       | Stadthalle Open           |
| 1976-85    | Fischer-Grand Prix        |
| 1986-2003  | CA-TennisTrophy           |
| 2004-07    | BA-CA-TennisTrophy        |
| 2008-10    | Bank Austria TennisTrophy |
| Siden 2011 | Erste Bank Open           |

### Kategorier
| Tour              | Periode    | Kategori                      |
| ----------------- | ---------- | ----------------------------- |
| Grand prix-serien | 1974-89    |                               |
| ATP Tour          | 1990-95    | ATP World Series              |
| ATP Tour          | 1996-99    | ATP Championship Series       |
| ATP Tour          | 2000-08    | ATP International Series Gold |
| ATP Tour          | 2009-15    | ATP World Tour 250            |
| ATP Tour          | Siden 2016 | ATP Tour 500                  |

## Vindere og finalister

### Single
| År   | Vinder                | Finalist              | Finaleresultat                |
| ---- | --------------------- | --------------------- | ----------------------------- |
| 1974 | Vitas Gerulaitis      | Andrew Pattison       | 6–4, 3–6, 6–3, 6–2            |
| 1975 | Ingen turnering       | Ingen turnering       | Ingen turnering               |
| 1976 | Wojciech Fibak        | Raúl Ramírez          | 6–7, 6–3, 6–4, 2–6, 6–1       |
| 1977 | Brian Gottfried       | Wojciech Fibak        | 6–1, 6–1                      |
| 1978 | Stan Smith            | Balázs Taróczy        | 4–6, 7–6, 7–6, 6–3            |
| 1979 | Stan Smith (2)        | Wojciech Fibak        | 6–4, 6–0, 6–2                 |
| 1980 | Brian Gottfried (2)   | Trey Waltke           | 6–2, 6–4, 6–3                 |
| 1981 | Ivan Lendl            | Brian Gottfried       | 1–6, 6–0, 6–1, 6–2            |
| 1982 | Brian Gottfried (3)   | Bill Scanlon          | 6–1, 6–4, 6–0                 |
| 1983 | Brian Gottfried (4)   | Mel Purcell           | 6–2, 6–3, 7–5                 |
| 1984 | Tim Wilkison          | Pavel Složil          | 6–1, 6–1, 6–2                 |
| 1985 | Jan Gunnarsson        | Libor Pimek           | 6–7, 6–2, 6–4, 1–6, 7–5       |
| 1986 | Brad Gilbert          | Karel Nováček         | 3–6, 6–3, 7–5, 6–0            |
| 1987 | Jonas Svensson        | Amos Mansdorf         | 1–6, 1–6, 6–2, 6–3, 7–5       |
| 1988 | Horst Skoff           | Thomas Muster         | 4–6, 6–3, 6–4, 6–2            |
| 1989 | Paul Annacone         | Kelly Evernden        | 6–7, 6–4, 6–1, 2–6, 6–3       |
| 1990 | Anders Järryd         | Horst Skoff           | 6–3, 6–3, 6–1                 |
| 1991 | Michael Stich         | Jan Siemerink         | 6–4, 6–4, 6–4                 |
| 1992 | Petr Korda            | Gianluca Pozzi        | 6–3, 6–2, 5–7, 6–1            |
| 1993 | Goran Ivanišević      | Thomas Muster         | 4–6, 6–4, 6–4, 7–6(3)         |
| 1994 | Andre Agassi          | Michael Stich         | 7–6(4), 4–6, 6–2, 6–3         |
| 1995 | Filip Dewulf          | Thomas Muster         | 7–5, 6–2, 1–6, 7–5            |
| 1996 | Boris Becker          | Jan Siemerink         | 6–4, 6–7(7), 6–2, 6–3         |
| 1997 | Goran Ivanišević (2)  | Greg Rusedski         | 3–6, 6–7(4), 7–6(7), 6–2, 6–3 |
| 1998 | Pete Sampras          | Karol Kučera          | 6–3, 7–6(3), 6–1              |
| 1999 | Greg Rusedski         | Nicolas Kiefer        | 6–7(5), 2–6, 6–3, 7–5, 6–4    |
| 2000 | Tim Henman            | Tommy Haas            | 6–4, 6–4, 6–4                 |
| 2001 | Tommy Haas            | Guillermo Cañas       | 6–2, 7–6(6), 6–4              |
| 2002 | Roger Federer         | Jiří Novák            | 6–4, 6–1, 3–6, 6–4            |
| 2003 | Roger Federer (2)     | Carlos Moyá           | 6–3, 6–3, 6–3                 |
| 2004 | Feliciano López       | Guillermo Cañas       | 6–4, 1–6, 7–5, 3–6, 7–5       |
| 2005 | Ivan Ljubičić         | Juan Carlos Ferrero   | 6–2, 6–4, 7–6(5)              |
| 2006 | Ivan Ljubičić (2)     | Fernando González     | 6–3, 6–4, 7–5                 |
| 2007 | Novak Djokovic        | Stan Wawrinka         | 6–4, 6–0                      |
| 2008 | Philipp Petzschner    | Gaël Monfils          | 6–4, 6–4                      |
| 2009 | Jürgen Melzer         | Marin Čilić           | 6–4, 6–3                      |
| 2010 | Jürgen Melzer (2)     | Andreas Haider-Maurer | 6–7(10), 7–6(4), 6–4          |
| 2011 | Jo-Wilfried Tsonga    | Juan Martín del Potro | 6–7(5), 6–3, 6–4              |
| 2012 | Juan Martín del Potro | Grega Žemlja          | 7–5, 6–3                      |
| 2013 | Tommy Haas (2)        | Robin Haase           | 6–3, 4–6, 6–4                 |
| 2014 | Andy Murray           | David Ferrer          | 5–7, 6–2, 7–5                 |
| 2015 | David Ferrer          | Steve Johnson         | 4–6, 6–4, 7–5                 |
| 2016 | Andy Murray (2)       | Jo-Wilfried Tsonga    | 6–3, 7–6(6)                   |
| 2017 | Lucas Pouille         | Jo-Wilfried Tsonga    | 6–1, 6–4                      |
| 2018 | Kevin Anderson        | Kei Nishikori         | 6–3, 7–6(3)                   |
| 2019 | Dominic Thiem         | Diego Schwartzman     | 3–6, 6–4, 6–3                 |
| 2020 | Andrej Rubljov        | Lorenzo Sonego        | 6–4, 6–4                      |
| 2021 | Alexander Zverev      | Frances Tiafoe        | 7–5, 6–4                      |
| 2022 | Daniil Medvedev       | Denis Shapovalov      | 4–6, 6–3, 6–2                 |
| 2023 | Jannik Sinner         | Daniil Medvedev       | 7–6(7), 4–6, 6–3              |
| 2024 | Jack Draper           | Karen Khatjanov       | 6–4, 7–5                      |

### Double
| År   | Vinder                                   | Finalist                             | Finaleresultat         |
| ---- | ---------------------------------------- | ------------------------------------ | ---------------------- |
| 1974 | Andrew Pattison Raymond Moore            | Bob Hewitt Frew McMillan             | 6–4, 5–7, 6–4          |
| 1975 | Ingen turnering                          | Ingen turnering                      | Ingen turnering        |
| 1976 | Bob Hewitt Frew McMillan                 | Brian Gottfried Raúl Ramírez         | 6–4, 4–0 opg.          |
| 1977 | Bob Hewitt (2) Frew McMillan (2)         | Wojciech Fibak Jan Kodeš             | 6–4, 6–3               |
| 1978 | Victor Pecci Balázs Taróczy              | Bob Hewitt Frew McMillan             | 6–3, 6–7, 6–4          |
| 1979 | Bob Hewitt (3) Frew McMillan (3)         | Brian Gottfried Raúl Ramírez         | 6–4, 3–6, 6–1          |
| 1980 | Stan Smith Bob Lutz                      | Heinz Günthardt Pavel Složil         | 6–1, 6–2               |
| 1981 | Steve Denton Tim Wilkison                | Sammy Giammalva Fred McNair          | 4–6, 6–3, 6–4          |
| 1982 | Henri Leconte Pavel Složil               | Mark Dickson Terry Moor              | 6–1, 7–6               |
| 1983 | Stan Smith (2) Mel Purcell               | Marcos Hocevar Cássio Motta          | 6–3, 6–4               |
| 1984 | Wojciech Fibak Sandy Mayer               | Heinz Günthardt Balázs Taróczy       | 6–4, 6–4               |
| 1985 | Mike De Palmer Gary Donnelly             | Sergio Casal Emilio Sánchez          | 6–4, 6–3               |
| 1986 | Ricardo Acioly Wojciech Fibak (2)        | Brad Gilbert Slobodan Živojinović    | w.o.                   |
| 1987 | Mel Purcell (2) Tim Wilkison (2)         | Emilio Sánchez Javier Sánchez        | 6–3, 7–5               |
| 1988 | Alex Antonitsch Balázs Taróczy (2)       | Kevin Curren Tomáš Šmíd              | 4–6, 6–3, 7–6          |
| 1989 | Jan Gunnarsson Anders Järryd             | Paul Annacone Kelly Evernden         | 6–2, 6–3               |
| 1990 | Udo Riglewski Michael Stich              | Jorge Lozano Todd Witsken            | 6–4, 6–4               |
| 1991 | Gary Muller Anders Järryd (2)            | Jakob Hlasek Patrick McEnroe         | 6–4, 7–5               |
| 1992 | Ronnie Båthman Anders Järryd (3)         | Kent Kinnear Udo Riglewski           | 6–3, 7–5               |
| 1993 | Byron Black Jonathan Stark               | Mike Bauer David Prinosil            | 6–3, 7–6               |
| 1994 | Mike Bauer David Rikl                    | Alex Antonitsch Greg Rusedski        | 7–6, 6–4               |
| 1995 | Ellis Ferreira Jan Siemerink             | Todd Woodbridge Mark Woodforde       | 6–4, 7–5               |
| 1996 | Jevgenij Kafelnikov Daniel Vacek         | Pavel Vízner Menno Oosting           | 6–4, 7–5               |
| 1997 | Ellis Ferreira (2) Patrick Galbraith     | Marc-Kevin Goellner David Prinosil   | 6–3, 6–4               |
| 1998 | Jevgenij Kafelnikov (2) Daniel Vacek (2) | David Adams John-Laffnie de Jager    | 7–5, 6–3               |
| 1999 | David Prinosil Sandon Stolle             | Piet Norval Kevin Ullyett            | 7–6(7), 7–5            |
| 2000 | Jevgenij Kafelnikov (3) Nenad Zimonjić   | Jiří Novák David Rikl                | 6–4, 6–4               |
| 2001 | Martin Damm Radek Štěpánek               | Jiří Novák David Rikl                | 6–3, 6–2               |
| 2002 | Joshua Eagle Sandon Stolle (2)           | Jiří Novák Radek Štěpánek            | 6–4, 6–3               |
| 2003 | Yves Allegro Roger Federer               | Mahesh Bhupathi Maks Mirnyj          | 7–6(7), 7–5            |
| 2004 | Martin Damm (2) Cyril Suk                | Gastón Etlis Martín Rodríguez        | 6–7(4), 6–4, 7–6(4)    |
| 2005 | Mark Knowles Daniel Nestor               | Jonathan Erlich Andy Ram             | 5–3, 5–4(2)            |
| 2006 | Petr Pála Pavel Vízner                   | Julian Knowle Jürgen Melzer          | 6–4, 3–6, [12–10]      |
| 2007 | Mariusz Fyrstenberg Marcin Matkowski     | Tomas Behrend Christopher Kas        | 6–4, 6–2               |
| 2008 | Maks Mirnyj Andy Ram                     | Philipp Petzschner Alexander Peya    | 6–1, 7–5               |
| 2009 | Łukasz Kubot Oliver Marach               | Julian Knowle Jürgen Melzer          | 2–6, 6–4, [11–9]       |
| 2010 | Daniel Nestor (2) Nenad Zimonjić (2)     | Mariusz Fyrstenberg Marcin Matkowski | 7–5, 3–6, [10–5]       |
| 2011 | Bob Bryan Mike Bryan                     | Maks Mirnyj Daniel Nestor            | 7–6(10), 6–3           |
| 2012 | Andre Begemann Martin Emmrich            | Julian Knowle Filip Polášek          | 6–4, 3–6, [10–4]       |
| 2013 | Florin Mergea Lukáš Rosol                | Julian Knowle Daniel Nestor          | 7–5, 6–4               |
| 2014 | Jürgen Melzer Philipp Petzschner         | Andre Begemann Julian Knowle         | 7–6(6), 4–6, [10–7]    |
| 2015 | Łukasz Kubot (2) Marcelo Melo            | Jamie Murray John Peers              | 4–6, 7–6(3), [10–6]    |
| 2016 | Łukasz Kubot (3) Marcelo Melo (2)        | Oliver Marach Fabrice Martin         | 4–6, 6–3, [13–11]      |
| 2017 | Rohan Bopanna Pablo Cuevas               | Marcelo Demoliner Sam Querrey        | 7–6(7), 6–7(4), [11–9] |
| 2018 | Joe Salisbury Neal Skupski               | Mike Bryan Édouard Roger-Vasselin    | 7–6(5), 6–3            |
| 2019 | Joe Salisbury (2) Rajeev Ram             | Łukasz Kubot Marcelo Melo            | 6–4, 6–7(5), [10–5]    |
| 2020 | Łukasz Kubot (4) Marcelo Melo (3)        | Jamie Murray Neal Skupski            | 7–6(5), 7–5            |
| 2021 | Juan Sebastián Cabal Robert Farah        | Rajeev Ram Joe Salisbury             | 6–4, 6–2               |
| 2022 | Alexander Erler Lucas Miedler            | Santiago González Andrés Molteni     | 6–3, 7–6(1)            |
| 2023 | Rajeev Ram (2) Joe Salisbury (3)         | Nathaniel Lammons Jackson Withrow    | 6–4, 5–7, [12–10]      |
| 2024 | Alexander Erler (2) Lucas Miedler (2)    | Neal Skupski Michael Venus           | 4–6, 6–3, [10–1]       |